# Boaz Myhill
Glyn Oliver Myhill, plus connu sous le nom de Boaz Myhill, est un footballeur international gallois, né le 9 novembre 1982 à Modesto (États-Unis), évoluant au poste de gardien de but.

## Biographie
Il commence sa carrière à Aston Villa en 2001, club avec lequel il ne disputera aucun match officiel. Durant cette période, il est sans cesse prêté à des clubs de divisions inférieures anglaises (Stoke City, Bristol City, Bradford City Association Football Club, Macclesfield Town Football Club, Stockport County Football Club) dans lesquelles il ne s'imposera jamais comme un titulaire à part entière.
En 2003, il rejoint Hull City, il devient enfin titulaire et participe activement à la montée du club en Football League One puis en Championship. Lors de la saison 2005-2006, il est nommé joueur de l'année de Hull City. Et, lors de la saison 2007-2008, il est l'un des grands artisans de la promotion de Hull City en Premier League.
Cette année 2008 est exceptionnelle pour Myhill avec ses trois premières sélections avec le Pays de Galles et une place de titulaire en Premier League avec les Tigers de Hull City. Pour sa première saison en Premier League, il est crédité de bonnes performances. Après la relégation de son club en Championship, il décide de rejoindre le West Bromwich Albion FC, le 30 juillet 2010 pour un contrat de trois années plus une en option. Le transfert est évalué à deux millions d'euros.
Le 29 juillet 2011, il est prêté pour une saison à Birmingham City, en échange du gardien Ben Foster qui fait le parcours inverse. Mais il revient à West Brom, à la fin de la saison. Lors des saisons suivantes, Boaz Myhill devient le n°2 derrière Foster à WBA ou grâce à la confiance des responsables du club, Myhill est prolongé en 2013 et est désormais lié à West Bromwich Albion jusqu'en juin 2016.
Le 31 juillet 2018, après avoir initialement quitté le club, Boaz Myhill se réengage avec les Baggies pour une nouvelle saison.

## Carrière
- 2001-2003 :  Aston Villa
  - 2002 :  Stoke City, prêt
  - 2002 :  Bristol City, prêt
  - 2002-2003 :  Bradford City, prêt
  - 2003 :  Macclesfield Town, prêt
  - 2003 :  Stockport County, prêt
- 2003-2010 :  Hull City
- 2010- :  West Bromwich Albion
  - 2011-2012 :  Birmingham City, prêt[4],[5],[6]